# Chasing Time (canção)
"Chasing Time" é uma canção da rapper americana Azealia Banks, lançado como o terceiro single de seu álbum de estréia, Broke with Expensive Taste, em 22 de setembro de 2014. Foi escrito por Azealia Banks, Warren "Oak" Felder, Ronnie "Flip" Colson, Steve Mostyn, "Pop" Wansel, Kelly Sheehan e Jonathan Harris.

## Recepção da crítica
Mike Wass, de Idolator, disse que "ela muda as coisas, cantando (ao contrário de rap), a grande maioria da canção e realmente brilha no coro crescente. Por favor alguém pode construir uma máquina do tempo para Azealia, para que ela possa começar de novo e lançar o álbum de uma forma que não seja farsa?". Nina Corcoran, de Under the Gun, em um comentário disse que "sua longa notas formam mais as batidas de clube e mostrar que Banks é verdadeiramente pronta para executar a gama. Se ela queria provar que ela é mais do que apenas uma garota de Nova York que pode falar mais rápido do que seu primo de 13 anos de idade, ela é". Rolling Stone elogiou a produção, mas criticou o conteúdo lírico, observando que "a facada de teclados, a viagem de batidas ao longo e o aumento de vocais está maravilhosa. Mas Banks não alisa sua complexidade lírica ou a complexidade emocional, linhas atirando como Você acha que estou começando um novo namoro/Eu só estou indo embora e preciso de espaço/Tempo pra mim mesma, oxigênio enquanto re-imaginar I Will Survive na imagem dela de todo-fogo. ".

## Videoclipe
O videoclipe foi lançado primeiramente no site oficial da MTV, e um dia depois no seu canal oficial da VEVO. Mostra Azealia em um 'close' em seu rosto, em outra, mostra Azealia dançando em um fundo branco, vestindo um manto, depois, a mesma cena com Azealia num fundo preto, mas com roupas futurísticas. Ápos isso, tem uma cena de Azealia sentada em um quadrado com várias bolas. Foi dirigido por Marc Klasfeld.

### Recepção da crítica
John Walker, da MTV News, disse que 'O visual preto e branco é tão elegante e futurista como alguns dos grandes vídeos — "No Scrubs", do TLC Michael e "Scream" de Janet Jackson — ainda amorfo o suficiente para conter totalmente Azealia em franca expansão, rápido-footed vocal em todos os momentos'. Brennan Carley, da revista Spin, comparou as posições de Azealia e as roupas com Lil Kim, que já se fantasiou de 'Lisa "Left Eye" Lopes' e a capa de ARTPOP, de Lady Gaga.

## Lista de faixas
| Descarga digital |                                   |         |  |
| N.º              | Título                            | Duração |  |
| 1.               | "Chasing Time (versão explícita)" | 3:30    |  |
| 2.               | "Chasing Time (versão limpa)"     | 3:30    |  |